# 日野良子
日野 良子（ひの よしこ、? - 延徳2年10月7日（1490年11月19日））は、足利義視の正室。室町幕府10代将軍である足利義稙の生母。父は日野重政。姉は日野富子。兄に左大臣の日野勝光。号は妙音院。

## 生涯
内大臣・日野重政の娘として生まれる。室町幕府第8代将軍の足利義政の正室・日野富子は姉にあたる。
寛正6年（1465年）7月26日に義政と富子の勧めで、義政の弟である足利義視の正室となる。
文正元年（1466年）7月30日、義視との間に足利義稙を出産。
延徳2年（1490年）10月7日、死去。良子が没してから約3か月後には、夫の義視もこの世を去った。

## 関連作品
- 『花の乱』（NHK・1994年・演：久我陽子）※役名は日野松子